# テキサコ

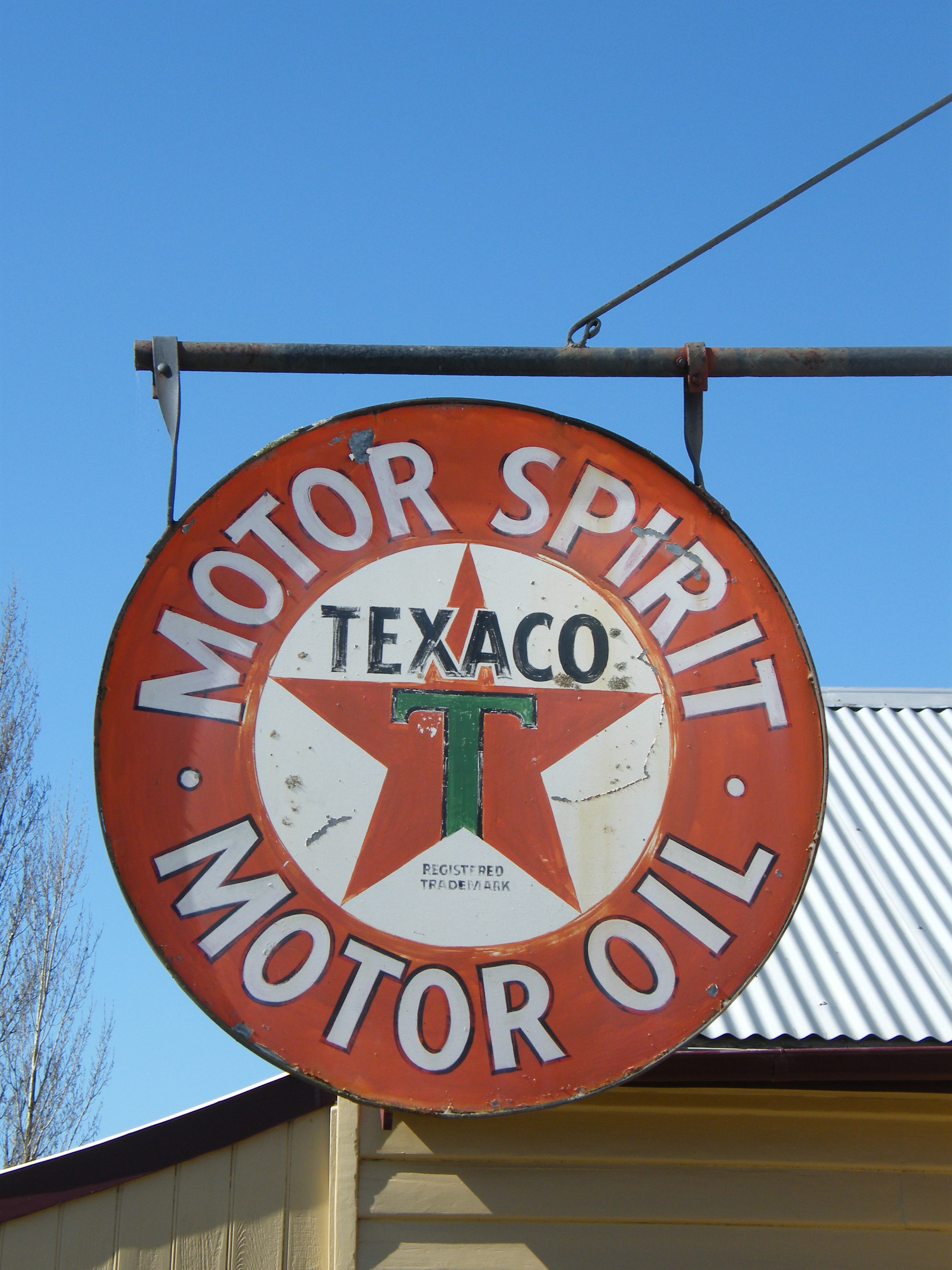

テキサコ（Texaco、The Texas Company）は、米テキサス州で展開されているシェブロンの燃料ブランドである。

## 歴史
1901年、アメリカ合衆国テキサス州南東部のボーモントにて創立。1914年に本社をニューヨーク州ハリソンに移転。第二次大戦後から1970年代にかけてはセブン・シスターズの1社でもあった。1985年、ジャン・ポール・ゲティの一族よりゲティ石油を買収した。
なお、ゲティ石油は1967年にタイドウォーター社を買収しているが、このタイドウォーター社は1936年に三菱石油の創業に関わったアソシエーテッド・オイルを合併した過去を持つ（1936年の両社の合併後に社名がタイドウォーター・アソシエーテッドとなった後、1956年に再び社名をタイドウォーターへと改称）。
その後、2001年2月1日にシェブロンと統合してシェブロンテキサコとなったが、2005年に再び社名がシェブロンへと改称され、テキサコは消滅。なおテキサス州は引き続きテキサコブランドを販売している。

## スポンサー活動
テキサコは主にチャンプカーのヒューストングランプリでスポンサーを務めたほか、F1、NASCARなどのモータースポーツでスポンサー活動を続けており、メトロポリタン歌劇場（メト）のラジオ・テレビ中継番組「テキサコ・スターシアター」で63年間協賛スポンサーを務めていた。また、メトの緞帳には大きくテキサコのマークが入っていた。

## その他ブランドとして
日本国内においては、靴を中心とした量販店を複数運営しているチヨダが商標権のライセンスを取得し、ナショナルプライベートブランドとしてテキサコブランドの靴を製造販売している。